# Sarasota furculella
Sarasota furculella är en fjärilsart som beskrevs av Dyar 1919. Sarasota furculella ingår i släktet Sarasota och familjen mott. Inga underarter finns listade i Catalogue of Life.